# Stenobothrus tadzhicus
Stenobothrus tadzhicus är en insektsart som beskrevs av Leo L. Mishchenko 1951. Stenobothrus tadzhicus ingår i släktet Stenobothrus och familjen gräshoppor. Inga underarter finns listade i Catalogue of Life.